# Serie A2 2021-2022 (calcio a 5 femminile)
La Serie A2 2021-2022 è stata la 7ª edizione del campionato nazionale di calcio a 5 di secondo livello e la 5ª assoluta della categoria. La stagione regolare è iniziata il 10 ottobre 2021 e si è conclusa il 24 aprile 2022, prolungandosi fino al 6 giugno con la disputa dei play-off.

## Regolamento
Il Consiglio Direttivo della Divisione Calcio a 5 ha definito l’organico per la stagione sportiva 2021-2022 in 49 società. Al termine della stagione, saranno promosse in Serie A le vincenti dei quattro gironi. Due ulteriori società sono state promosse tramite i play-off, a cui hanno preso parte le 16 società classificatesi tra il secondo e il quinto posto in ogni girone. Per ogni girone sono state retrocesse nei campionati regionali le quattro società ultime classificate dei rispettivi gironi e le quattro che hanno perso il play-out da svolgersi tra le società penultime e terz'ultime classificate, a meno che tra le due squadre non vi siano 8 o più punti: in tal caso retrocederà direttamente la società giunta in penultima posizione.

## Girone A

### Classifica
|  | Pos. | Squadra           | Pt | G  | V  | N | P  | GF  | GS | DR  |
|  | ---- | ----------------- | -- | -- | -- | - | -- | --- | -- | --- |
|  | 1.   | V.I.P. Tombolo    | 61 | 22 | 20 | 1 | 1  | 116 | 25 | +91 |
|  | 2.   | Virtus Romagna    | 43 | 22 | 13 | 4 | 5  | 66  | 37 | +29 |
|  | 3.   | Pero              | 41 | 22 | 12 | 5 | 5  | 65  | 65 | 0   |
|  | 4.   | Santu Predu       | 34 | 22 | 9  | 7 | 6  | 60  | 47 | +13 |
|  | 5.   | Arzachena         | 31 | 22 | 8  | 7 | 7  | 70  | 63 | +7  |
|  | 6.   | Polisportiva 1980 | 27 | 22 | 7  | 6 | 9  | 61  | 79 | -18 |
|  | 7.   | Academy Torino    | 25 | 22 | 7  | 4 | 11 | 65  | 68 | -3  |
|  | 8.   | San Marino        | 25 | 22 | 6  | 7 | 9  | 51  | 57 | -6  |
|  | 9.   | Bagnolo           | 25 | 22 | 8  | 1 | 13 | 60  | 82 | -22 |
|  | 10.  | CUS Cagliari      | 24 | 22 | 6  | 6 | 10 | 35  | 55 | -20 |
|  | 11.  | Top Five          | 20 | 22 | 6  | 2 | 14 | 50  | 83 | -33 |
|  | 12.  | Città di Thiene   | 13 | 22 | 3  | 4 | 15 | 28  | 66 | -38 |

### Verdetti
- V.I.P. Tombolo promossa in Serie A 2022-23.
- Città di Thiene e, dopo i play-out, Top Five retrocessi rispettivamente nei campionati regionali di Veneto e Piemonte.
- Academy Torino non iscritta al campionato di Serie A2 2022-23.

## Girone B

### Classifica
|  | Pos. | Squadra             | Pt | G  | V  | N | P  | GF  | GS  | DR  |
|  | ---- | ------------------- | -- | -- | -- | - | -- | --- | --- | --- |
|  | 1.   | Pelletterie Firenze | 62 | 24 | 19 | 5 | 0  | 100 | 35  | +65 |
|  | 2.   | Mediterranea        | 52 | 24 | 17 | 1 | 6  | 74  | 41  | +33 |
|  | 3.   | Jasnagora           | 52 | 24 | 16 | 4 | 4  | 80  | 39  | +41 |
|  | 4.   | Roma CF             | 43 | 24 | 12 | 7 | 5  | 59  | 45  | +14 |
|  | 5.   | Progetto Futsal     | 41 | 24 | 12 | 5 | 7  | 75  | 57  | +18 |
|  | 6.   | BRC Balduina        | 34 | 24 | 11 | 1 | 12 | 64  | 66  | -2  |
|  | 7.   | Pistoia             | 32 | 24 | 9  | 5 | 10 | 70  | 68  | +2  |
|  | 8.   | Sabina Lazio        | 29 | 24 | 9  | 3 | 12 | 56  | 56  | 0   |
|  | 9.   | CUS Pisa            | 24 | 24 | 7  | 3 | 14 | 45  | 68  | -23 |
|  | 10.  | La Coccinella       | 23 | 24 | 7  | 2 | 15 | 39  | 67  | -28 |
|  | 11.  | Firenze             | 20 | 24 | 6  | 2 | 16 | 43  | 82  | -39 |
|  | 12.  | San Giovanni        | 19 | 24 | 5  | 4 | 15 | 56  | 86  | -30 |
|  | 13.  | FB5 Roma            | 13 | 24 | 3  | 4 | 17 | 49  | 100 | -51 |

### Verdetti
- Pelletterie Firenze e, dopo i play-off, Progetto Futsal promossi in Serie A 2022-23.
- FB5 Roma e, dopo i play-out, Firenze retrocessi rispettivamente nei campionati regionali di Lazio e Toscana.
- Progetto Futsal non iscritto al campionato di Serie A 2022-23.

## Girone C

### Classifica
|  | Pos. | Squadra              | Pt | G  | V  | N | P  | GF | GS | DR  |
|  | ---- | -------------------- | -- | -- | -- | - | -- | -- | -- | --- |
|  | 1.   | Vis Fondi            | 43 | 20 | 13 | 4 | 3  | 61 | 36 | +25 |
|  | 2.   | Molfetta             | 42 | 20 | 12 | 6 | 2  | 76 | 42 | +34 |
|  | 3.   | Virtus Ciampino      | 33 | 20 | 9  | 6 | 5  | 54 | 37 | +17 |
|  | 4.   | Atletico Foligno     | 33 | 20 | 9  | 6 | 5  | 51 | 42 | +9  |
|  | 5.   | Nox Molfetta         | 27 | 20 | 8  | 3 | 9  | 77 | 71 | +6  |
|  | 6.   | New Cap 74           | 27 | 20 | 7  | 6 | 7  | 50 | 53 | -3  |
|  | 7.   | Pucetta              | 26 | 20 | 8  | 2 | 10 | 46 | 56 | -10 |
|  | 8.   | Perugia              | 25 | 20 | 7  | 4 | 9  | 46 | 57 | -11 |
|  | 9.   | Atletico Chiaravalle | 24 | 20 | 6  | 6 | 8  | 59 | 62 | -3  |
|  | 10.  | Soccer Altamura      | 16 | 20 | 5  | 1 | 14 | 44 | 77 | -33 |
|  | 11.  | Città di Taranto     | 9  | 20 | 1  | 6 | 13 | 38 | 69 | -31 |

### Verdetti
- Vis Fondi e, dopo i play-off, Molfetta promossi in Serie A 2022-23.
- Città di Taranto e Soccer Altamura retrocessi nei campionati regionali della Puglia ma successivamente ripescati.

## Girone D

### Classifica
|                               | Pos. | Squadra            | Pt | G  | V  | N | P  | GF  | GS  | DR   |
| ----------------------------- | ---- | ------------------ | -- | -- | -- | - | -- | --- | --- | ---- |
| Vincitrice della Coppa Italia | 1.   | Irpinia            | 70 | 24 | 23 | 1 | 0  | 168 | 25  | +143 |
|                               | 2.   | Royal Team Lamezia | 59 | 24 | 19 | 2 | 3  | 137 | 50  | +87  |
|                               | 3.   | WFC San Marzano    | 50 | 24 | 15 | 5 | 4  | 98  | 56  | +42  |
|                               | 4.   | Salernitana        | 44 | 24 | 14 | 2 | 8  | 94  | 81  | +13  |
|                               | 5.   | Rionero            | 35 | 24 | 9  | 8 | 7  | 89  | 76  | +13  |
|                               | 6.   | Segato             | 35 | 24 | 11 | 2 | 11 | 70  | 75  | -5   |
|                               | 7.   | Napoli             | 34 | 24 | 12 | 1 | 11 | 119 | 110 | +9   |
|                               | 8.   | CUS Cosenza        | 28 | 24 | 8  | 4 | 12 | 109 | 119 | -10  |
|                               | 9.   | Castellammare      | 28 | 24 | 8  | 5 | 11 | 68  | 79  | -11  |
|                               | 10.  | Futsal Wolves      | 26 | 24 | 8  | 2 | 14 | 65  | 96  | -31  |
|                               | 11.  | Team Scaletta      | 19 | 24 | 5  | 4 | 15 | 66  | 97  | -31  |
|                               | 12.  | Spartak S. Nicola  | 11 | 24 | 3  | 2 | 19 | 44  | 126 | -82  |
|                               | 13.  | Sangiovannese      | 6  | 24 | 2  | 0 | 22 | 37  | 174 | -137 |

### Verdetti
- Irpinia promosso in Serie A 2022-23.
- Sangiovannese e Spartak S. Nicola retrocessi rispettivamente nei campionati regionali di Calabria e Puglia.
- Rionero, CUS Cosenza e Castellammare non iscritti al campionato di Serie A2 2022-23.

## Play-off
Per decretare le ultime due squadre promosse in Serie A si è proceduto allo svolgimento dei play-off. Ai play-off erano qualificate tutte le squadre giunte dalla seconda alla quinta posizione di ciascun girone. I play-off si articolavano in tre turni a eliminazione diretta organizzati in gara unica. I primi due turni si svolgeranno in casa della società meglio classificata in stagione regolare. In caso di parità al termine degli incontri dei primi due turni si giocheranno due tempi supplementari. In caso di ulteriore parità al termine dei supplementari sarà dichiarata vincitrice la squadra meglio classificata in stagione regolare (coincidente con la squadra di casa). Il terzo turno si è svolto a Salsomaggiore Terme, nell'ambito delle Futsal Finals e in caso di parità svolgeranno due tempi supplementari ed eventualmente i tiri di rigore.

### Tabellone gironi A e C
|  | Quarti di finale | Quarti di finale | Quarti di finale |                 |                | Semifinali     | Semifinali | Semifinali |  |  | Finale | Finale | Finale |  |
|  |                  |                  |                  |                 |                |                |            |            |  |  |        |        |        |  |
|  | Virtus Romagna   | Virtus Romagna   | 6                |                 |                |                |            |            |  |  |        |        |        |  |
|  | Virtus Romagna   | Virtus Romagna   | 6                |                 |                |                |            |            |  |  |        |        |        |  |
|  | Arzachena        | Arzachena        | 2                |                 |                |                |            |            |  |  |        |        |        |  |
|  | Arzachena        | Arzachena        | 2                |                 | Virtus Romagna | Virtus Romagna | 3          |            |  |  |        |        |        |  |
|  |                  |                  |                  |                 | Virtus Romagna | Virtus Romagna | 3          |            |  |  |        |        |        |  |
|  |                  |                  | Pero             | Pero            | 1              |                |            |            |  |  |        |        |        |  |
|  | Pero (dts)       | Pero (dts)       | Pero             | Pero            | 1              | 2              |            |            |  |  |        |        |        |  |
|  | Pero (dts)       | Pero (dts)       |                  |                 |                |                |            |            |  |  |        |        |        |  |
|  | Santu Predu      | Santu Predu      | 1                |                 |                |                |            |            |  |  |        |        |        |  |
|  | Santu Predu      | Santu Predu      | 1                |                 | Virtus Romagna | Virtus Romagna | 1          |            |  |  |        |        |        |  |
|  |                  |                  |                  |                 |                |                |            |            |  |  |        |        |        |  |
|  |                  |                  | Molfetta (dts)   | Molfetta (dts)  | 2              |                |            |            |  |  |        |        |        |  |
|  | Molfetta         | Molfetta         | Molfetta (dts)   | Molfetta (dts)  | 2              | 5              |            |            |  |  |        |        |        |  |
|  | Molfetta         | Molfetta         |                  |                 |                |                |            |            |  |  |        |        |        |  |
|  | Nox Molfetta     | Nox Molfetta     | 3                |                 |                |                |            |            |  |  |        |        |        |  |
|  | Nox Molfetta     | Nox Molfetta     | 3                |                 | Molfetta       | Molfetta       | 6          |            |  |  |        |        |        |  |
|  |                  |                  |                  |                 | Molfetta       | Molfetta       | 6          |            |  |  |        |        |        |  |
|  |                  |                  | Virtus Ciampino  | Virtus Ciampino | 2              |                |            |            |  |  |        |        |        |  |
|  | Virtus Ciampino  | Virtus Ciampino  | Virtus Ciampino  | Virtus Ciampino | 2              | 2              |            |            |  |  |        |        |        |  |
|  | Virtus Ciampino  | Virtus Ciampino  |                  |                 |                |                |            |            |  |  |        |        |        |  |
|  | Atletico Foligno | Atletico Foligno | 1                |                 |                |                |            |            |  |  |        |        |        |  |

### Tabellone gironi D e B
|  | Quarti di finale   | Quarti di finale   | Quarti di finale |                 |                       | Semifinali            | Semifinali | Semifinali |  |  | Finale | Finale | Finale |  |
|  |                    |                    |                  |                 |                       |                       |            |            |  |  |        |        |        |  |
|  | Royal Team Lamezia | Royal Team Lamezia | 7                |                 |                       |                       |            |            |  |  |        |        |        |  |
|  | Royal Team Lamezia | Royal Team Lamezia | 7                |                 |                       |                       |            |            |  |  |        |        |        |  |
|  | Rionero            | Rionero            | 0                |                 |                       |                       |            |            |  |  |        |        |        |  |
|  | Rionero            | Rionero            | 0                |                 | Royal Team Lamezia    | Royal Team Lamezia    | 2          |            |  |  |        |        |        |  |
|  |                    |                    |                  |                 | Royal Team Lamezia    | Royal Team Lamezia    | 2          |            |  |  |        |        |        |  |
|  |                    |                    | WFC San Marzano  | WFC San Marzano | 3                     |                       |            |            |  |  |        |        |        |  |
|  | WFC San Marzano    | WFC San Marzano    | WFC San Marzano  | WFC San Marzano | 3                     | 2                     |            |            |  |  |        |        |        |  |
|  | WFC San Marzano    | WFC San Marzano    |                  |                 |                       |                       |            |            |  |  |        |        |        |  |
|  | Salernitana        | Salernitana        | 0                |                 |                       |                       |            |            |  |  |        |        |        |  |
|  | Salernitana        | Salernitana        | 0                |                 | WFC San Marzano       | WFC San Marzano       | 2          |            |  |  |        |        |        |  |
|  |                    |                    |                  |                 |                       |                       |            |            |  |  |        |        |        |  |
|  |                    |                    | Progetto Futsal  | Progetto Futsal | 7                     |                       |            |            |  |  |        |        |        |  |
|  | Mediterranea       | Mediterranea       | Progetto Futsal  | Progetto Futsal | 7                     | 2                     |            |            |  |  |        |        |        |  |
|  | Mediterranea       | Mediterranea       |                  |                 |                       |                       |            |            |  |  |        |        |        |  |
|  | Progetto Futsal    | Progetto Futsal    | 4                |                 |                       |                       |            |            |  |  |        |        |        |  |
|  | Progetto Futsal    | Progetto Futsal    | 4                |                 | Progetto Futsal (dts) | Progetto Futsal (dts) | 4          |            |  |  |        |        |        |  |
|  |                    |                    |                  |                 | Progetto Futsal (dts) | Progetto Futsal (dts) | 4          |            |  |  |        |        |        |  |
|  |                    |                    | Jasnagora        | Jasnagora       | 3                     |                       |            |            |  |  |        |        |        |  |
|  | Jasnagora (dts)    | Jasnagora (dts)    | Jasnagora        | Jasnagora       | 3                     | 7                     |            |            |  |  |        |        |        |  |
|  | Jasnagora (dts)    | Jasnagora (dts)    |                  |                 |                       |                       |            |            |  |  |        |        |        |  |
|  | Roma CF            | Roma CF            | 4                |                 |                       |                       |            |            |  |  |        |        |        |  |

### Primo turno
Gli incontri del I turno si sono disputati tra il 21 e il 22 maggio in casa della squadra meglio classificata al termine della stagione regolare. In caso di parità al termine delle gare si sono svolti due tempi supplementari di 5 minuti. In caso di ulteriore parità sarebbe stata decretata vincente la squadra meglio classificata al termine della stagione regolare (coincidente con la squadra di casa).
| Squadra 1          | Risultato   | Squadra 2        |
| ------------------ | ----------- | ---------------- |
| Virtus Romagna     | 6 - 2       | Arzachena        |
| Pero               | 2 - 1 (dts) | Santu Predu      |
| Mediterranea       | 2 - 4       | Progetto Futsal  |
| Jasnagora          | 7 - 4 (dts) | Roma CF          |
| Molfetta           | 5 - 3       | Nox Molfetta     |
| Virtus Ciampino    | 2 - 1       | Atletico Foligno |
| Royal Team Lamezia | 7 - 0       | Rionero          |
| WFC San Marzano    | 2 - 0       | Salernitana      |

### Secondo turno
Gli incontri del II turno si disputeranno il 29 maggio in casa della squadra meglio classificata al termine della stagione regolare. In caso di parità al termine delle gare si svolgeranno due tempi supplementari di 5 minuti. In caso di ulteriore parità sarà decretata vincente la squadra meglio classificata al termine della stagione regolare (coincidente con la squadra di casa).
| Squadra 1          | Risultato   | Squadra 2       |
| ------------------ | ----------- | --------------- |
| Virtus Romagna     | 3 - 1       | Pero            |
| Jasnagora          | 3 - 4 (dts) | Progetto Futsal |
| Molfetta           | 6 - 2       | Virtus Ciampino |
| Royal Team Lamezia | 2 - 3       | WFC San Marzano |

### Terzo turno
Gli incontri del III turno si disputeranno il 6 giugno nell'ambito delle Futsal Finals. Gli accompiamenti sono stati determinati tramite sorteggio. In caso di parità al termine dei tempi regolamentari si svolgeranno due tempi supplementari di 5 minuti. In caso di ulteriore parità si svolgeranno i tiri di rigore.
| Squadra 1       | Risultato   | Squadra 2       |
| --------------- | ----------- | --------------- |
| Virtus Romagna  | 1 - 2 (dts) | Molfetta        |
| WFC San Marzano | 2 - 7       | Progetto Futsal |

#### Risultati
| Arbitri: | Marco Di Filippo (Teramo) Gianluca Rutolo (Chieti) |
| Crono:   | Federica Pellegrini                                |

|                  |           |                            |
| Falcioni 48'11'’ | Marcatori | 41'53'’, 46'26'’ Ribeirete |

| Arbitri: | Daniele Conti (Ancona) Stefano Pasquino (Nichelino) |
| Crono:   | Andrea Casadei (Cesena)                             |

|                                  |           |                                                                                                 |
| Soloperto 9'22'’ Losurdo 19'52'’ | Marcatori | 2'51'’, 19'43'’, 19'58'’, 34'55'’ Agostino 11'44'’ (aut.) Trumino 35'27'’ Ruffini 38'19'’ Lijoi |

## Play-out
Per decretare le ulteriori 4 società che retrocederanno nei gironi regionali procederà alla disputa di un play-out per ogni girone. Ai play-out saranno qualificate le squadre giunte al penultimo e al terzultimo posto di ciascun girone, a meno che fra le due squadre vi siano 8 o più punti (in tal caso retrocederà direttamente l'ultima classificata). I play-out si articoleranno in incontri di andata e ritorno. Al termine degli incontri sarà dichiarata vincente la squadra che nelle due partite (di andata e di ritorno) avrà ottenuto il maggior punteggio ovvero, a parità di punteggio, la squadra che avrà realizzato il maggior numero di reti. Nel caso in cui queste risulteranno pari, gli arbitri della gara di ritorno faranno disputare due tempi supplementari di 5 minuti ciascuno. Qualora la parità perdurasse anche al termine di questi, sarà considerata vincente la squadra giunta al terzultimo posto. Gli incontri si sono disputati tra il 22 e il 29 maggio, con andata in casa della penultima classificata e ritorno in casa della squadra meglio classificata al termine della stagione regolare.
| Squadra 1    | Totale | Squadra 2    | Andata | Ritorno |
| ------------ | ------ | ------------ | ------ | ------- |
| Top Five     | 1 - 4  | CUS Cagliari | 1 - 3  | 0 - 1   |
| San Giovanni | 6 - 5  | Firenze      | 2 - 2  | 4 - 3   |